# James Miller (Dokumentarfilmer)
James Henry Dominic Miller (* 18. Dezember 1968 in Haverfordwest; † 2. Mai 2003 in Rafah) war ein walisischer Kameramann und Dokumentarfilmer. Er wurde während der Dreharbeiten zu einer Dokumentation über palästinensische Kinder im Flüchtlingslager von Rafah von einem israelischen Soldaten erschossen.

## Leben und Karriere
Miller wurde als Sohn eines Armeeoffiziers und einer Schulleiterin geboren. Er wuchs ab seinem sechsten Lebensjahr auf den Äußeren Hebriden auf, wo seine Eltern stationiert waren. Später studierte er Fotojournalismus am London College of Communication. 1997 heiratete er Sophy Warren-Knott, das Paar bekam einen Sohn und eine Tochter.
Miller arbeitete als journalistischer Freelancer und schloss sich als Berichterstatter 1995 Frontline News an, für die er unter anderem einen Bericht über den Bürgerkrieg in Algerien verfasste. Er fotografierte in Afghanistan und beschrieb die Afghanen vor der Machtübernahme der Taliban als „wonderful people“ mit großer Gastfreundlichkeit. Später dokumentierte er den Marsch der Taliban auf Kabul.
1999 drehte er für Hardcash Productions seinen ersten Film, „Prime Suspects“. Der Film thematisiert ein Massaker im Kosovo und gewann den International Affairs Award der Royal Television Society.
Ab 2000 arbeitete er unter anderem mit Saira Shah zusammen, die beiden reisten im Auftrag von Hardcash erneut nach Afghanistan. Dort entstanden die Dokumentationen „Beneath the Veil“ mit Miller als Kameramann, und „Unholy War“, bei der er Regie führte. Miller beschrieb die Arbeit zu „Beneath the Veil“ als außerordentlich schwierig, da das Filmen unter den Taliban verboten gewesen sei. Trotz der Verwendung versteckter Kameras wurde das Team mehrfach in Haft genommen. Bei „Unholy War“ seien die Aufnahmen auf dem Gebiet der Nordallianz zwar erlaubt gewesen, dafür habe die schlechte Versorgungslage und die rasche Veränderung der Lage große Probleme verursacht. „Unholy War“ wurde mit einem Emmy und dem Peabody Award ausgezeichnet.
Ab 2003 drehten Miller und Shah „Death in Gaza“ („Tödliche Feindbilder - Was die Intifada-Kinder empfinden“) über die Schicksale einzelner Kinder im Gazastreifen. Bei Dreharbeiten in Rafah wurde Miller nachts trotz deutlicher Kennzeichnung als Fernsehjournalist, Miller trug zu dem eine weiße Fahne und beleuchtete sie mit einer Taschenlampe, von der israelischen Armee erschossen. Der Film wurde von Saira Shah zu Ende gedreht und auf der Berlinale 2004 uraufgeführt. Posthum erhielt James Miller für „Death in Gaza“ drei Emmys, einen BAFTA-Award und den Rory Peck Award.

## Todesumstände und Folgen
Die Obduktion ergab, dass Miller von einer Kugel aus einem M-16-Sturmgewehr von vorne, aus der Richtung israelischer Soldaten, in den Hals getroffen wurde. Die Jury des Londoner Untersuchungsgerichts von St. Pancras urteilte am 6. April 2006, dass ein israelischer Soldat gezielt auf ihn geschossen habe. Dieser Soldat wurde im Laufe der Untersuchung als Oberleutnant Hib al Haib identifiziert.
Trotz dieses Schuldspruchs musste der Offizier in Israel keine Haftstrafe antreten, da man aufgrund zweier unterschiedlicher Gutachten, eines davon aus dem Waffenlaboratorium der Kriminalpolizei in Jerusalem, nicht eindeutig nachweisen konnte, dass die tödliche Kugel aus seinem Gewehr abgefeuert wurde. Brigadegeneral Avichai Mandelblith, der Generalstaatsanwalt der israelischen Armee, sah im März 2005 von einer Anklage ab, ordnete ein Disziplinarverfahren gegen Oberleutnant Hib al Haib an, welches binnen weniger Wochen niedergeschlagen wurde.
Die britische Regierung legte dagegen in Vertretung der Familie Millers Beschwerde ein und forderte die Auslieferung des Soldaten. Der britische Attorney General, Lord Peter Henry Goldsmith, stellte den israelischen Justizbehörden ein Ultimatum, um Ermittlungen gegen Oberleutnant Hib al Haib einzuleiten. Das Ausbleiben einer israelischen Anklage wurde später im offiziellen Menschenrechtsbericht des britischen Außenministeriums kritisiert.
Im April 2008 bot das israelische Außenministerium eine Zahlung von 1,75 Millionen Pfund an die Familie an, wenn einer Einstellung des Verfahrens zugestimmt werde. Im Februar 2009 wurde berichtet, dass die Familie einer Kompensation von 1,5 Millionen Pfund zugestimmt habe.

## Filmografie
- 1999: Prime Suspects
- 2000: Dying for the President
- 2000: Children of the Secret State
- 2001: Unholy War
- 2001: Beneath the Veil
- 2002: The Tramp and the Dictator
- 2002: The Road from Rio
- 2002: The Trade Trap
- 2002: The Perfect Famine
- 2002: Armenia: The Betrayed
- 2004: Death in Gaza

## Auszeichnungen
- 1999: RTS Televisions Journalism Award für Prime Suspect (Current Affair – International)[12]
- 2001: RTS Craft and Design Award für Beneath the Veil (Kamera)[13]
- 2001: Emmy für Beneath the Veil (Produzent) und Unholy War (Kamera)[14]
- 2001: SAIS-Novartis International Journalism Awards für Beneath the Veil[15]
- 2001: Peabody Award für Beneath the Veil und Unholy War[16]
- 2004: Rory Peck Award für Death in Gaza (posthum)[17]
- 2005: Drei Emmys für Death in Gaza (posthum) (Outstand Directing for Non-fiction Program, Outstanding Cinematography for Nonfiction Programming, Exceptional Merit in Nonfiction Filmmaking)[18]